# Kingsley Black
Pour les articles homonymes, voir Black.
Kingsley Terence Black, couramment appelé  Kingsley Black, est un footballeur nord-irlandais, né le 22 juin 1968 à Luton (Angleterre). Évoluant au poste de milieu de terrain et particulièrement sur l'aile gauche, il est principalement connu pour ses saisons à Luton Town, Nottingham Forest, Grimsby Town et Lincoln City ainsi que pour avoir été international nord-irlandais à 30 reprises.

## Biographie

### Carrière de joueur
Natif de Luton mais d'origine nord-irlandaise, il commence sa carrière avec le club local, Luton Town, où il reste 4 saisons, y jouant presque 150 matches (dont 127 en championnat pour 26 buts inscrits). Il remporte la League Cup en 1988.
Brian Clough l'engage alors, en 1991, à Nottingham Forest pour 1 500 000£. Il y reste 4 saisons, y jouant plus de 100 matches (dont 98 matches de championnat pour 14 buts inscrits). Il connaît deux périodes de prêt, à Sheffield United en 1994 et à Millwall en 1995. Il quitte Nottingham Forest en 1995 pour s'engager avec Grimsby Town pour 25 000£. 
Relégué de Division One dès sa première saisons avec les Mariners, il aide le club à remonter directement après une saison en Division Two, après une 3e place et les play-offs de promotion où ils battent Fulham en demi-finale puis Northampton Town en finale.
Il remporte l'Associate Members' Cup en 1998 en battant Bournemouth en finale à Wembley, Black inscrivant le but égalisateur 1-1 permettant à Grimsby Town d'atteindre les prolongations, pendant lesquelles Wayne Burnett (en) marquera le but en or donnant le trophée aux Mariners.
Avec le départ de l'entraîneur Alan Buckley (en), remplacé en septembre 2000 par Lennie Lawrence (en), la concurrence pour une place au milieu de terrain devient de plus en plus dure. En effet, le recrutement coup sur coup de plusieurs milieux (Menno Willems (en), Knut Anders Fostervold et Neil Murray) ainsi que l'éclosion de Stuart Campbell depuis les équipes de jeunes du club, poussent Black sur le banc. 
Il est placé sur la liste des prêts et rejoint alors pour quelques mois Lincoln City. Ce prêt, qui ne court pas jusqu'à la fin de la saison laisse un très bon souvenir aux Imps, ce qui les amène à recruter définitivement Black à l'issue de la saison, après qu'il est retourné faire banquette à Grimsby Town. Son départ a été plutôt mal vécu par les supporteurs des Mariners, auprès de qui il jouissait d'une très haute estime.
En rejoignant Lincoln City, il retrouve d'anciens coéquipiers de Grimsby Town, Adam Buckley (en), Ian Hamilton (en) et Andy Smith, puis Keith Alexander mais comme entraîneur. Il joue son dernier match le 26 août 2002, pour une victoire 3-0 contre Macclesfield Town. Il parvient à un accord avec Lincoln City le 10 octobre 2002 pour terminer son contrat avant terme et il décide alors de prendre sa retraite, à 34 ans, alors que plusieurs clubs s'étaient manifestés pour le faire signer.
Il a rechaussé les crampons en 2005 à l'occasion du jubilé de John McDermott, jouant avec l'équipe 1997/98 de Grimsby Town contre Hull City. Il a joué aussi en 2008 avec l'équipe de Luton Town 1988, victorieuse de la League Cup à l'occasion d'un match en l'honneur de David Preece (en), décédé quelque temps auparavant. 
Depuis sa retraite, il est retourné vivre à Luton, même s'il vit fréquemment aussi à Majorque, où il possède une maison secondaire et des parts dans un commerce local.

### Carrière internationale
Il a reçu 30 sélections en équipe d'Irlande du Nord entre 1988 et 1994. Il a reçu aussi 3 sélections en équipe d’Irlande du Nord B (en), 1 sélection en Irlande du Nord -23 (en) et une autre en Irlande du Nord espoirs.

## Palmarès
- Luton Town :
  - League Cup : vainqueur en 1988, finaliste en 1989

- Nottingham Forest :
  - League Cup : finaliste en 1992
  - Full Members Cup : vainqueur en 1992

- Grimsby Town :
  - Associate Members' Cup : vainqueur en 1998
  - Second Division : vainqueur des play-offs de promotion en 1998